# Landsplåga
Landsplåga är ett uttryck som närmast betyder epidemi eller betecknar en katastrof av något slag, som drabbar ett helt land. I denna betydelse är begreppet belagt i svenska språket från 1540-talet, då det förekommer i Gustav Vasas bibelöversättning till svenska som "Lands plågha" i Andra Moseboken för att beskriva de tio plågor som drabbar Egypten, då Farao nekar Moses att lämna landet med sitt folk. Ordet är också med i Jobs bok i 1917 års kyrkobibel, men inte i Bibel 2000 där begreppet istället ersatts med "olycka".
Ordet har kommit att användas i överförd bemärkelse som en (mer eller mindre ironiskt menad) beteckning för populära kulturfenomen som upprepas intensivt i medier och folkmun inom ett land. En landsplåga är vanligtvis en sång, men det kan även röra sig om uttryck från TV eller film.